# Boucle Nord de Seine
La Boucle Nord de Seine és una de les divisions o Établissement public territorial de la Metròpoli del Gran París creada al 2016.
Està formada per 7 municipis: 6 que pertanyen al districte de Nanterre del departament dels Alts del Sena, i Argenteuil del departament de la Val-d'Oise.

## Municipis
1. Argenteuil
2. Asnières-sur-Seine
3. Bois-Colombes
4. Clichy-sur-Seine
5. Colombes
6. Gennevilliers
7. Villeneuve-la-Garenne